# Brandon (Wisconsin)
Brandon es una villa ubicada en el condado de Fond du Lac en el estado estadounidense de Wisconsin. En el Censo de 2010 tenía una población de 879 habitantes y una densidad poblacional de 445,39 personas por km².

## Geografía
Brandon se encuentra ubicada en las coordenadas 43°44′8″N 88°46′56″O / 43.73556, -88.78222. Según la Oficina del Censo de los Estados Unidos, Brandon tiene una superficie total de 1.97 km², de la cual 1.96 km² corresponden a tierra firme y (0.92%) 0.02 km² es agua.

## Demografía
Según el censo de 2010, había 879 personas residiendo en Brandon. La densidad de población era de 445,39 hab./km². De los 879 habitantes, Brandon estaba compuesto por el 94.77% blancos, el 0.46% eran afroamericanos, el 0.34% eran amerindios, el 0% eran asiáticos, el 0% eran isleños del Pacífico, el 3.07% eran de otras razas y el 1.37% pertenecían a dos o más razas. Del total de la población el 5.01% eran hispanos o latinos de cualquier raza.